# Бахчинян, Арцви Генрикович
Арцви Генрикович Бахчинян (род. 1971, Ереван) — арменовед, киновед, кинокритик, историк, писатель и переводчик. Кандидат филологических наук.

## Биография
Научный сотрудник Института истории Национальной академии наук Республики Армения (отдел армянских общин и диаспоры). Занимается исследованием вклада представителей армянского народа в мировую цивилизацию, сотрудничает с научными изданиями и прессой Армении («Собеседник Армении», «Азг»), России («Иные берега») и англоязычной армянской прессой США. Является представителем «Арменоведческого ежегодника Хайгазян» (Бейрут) и журнала «Орер» (Прага) в Армении. Первый биографический справочник — «Армяне по происхождению», Бахчинян опубликовал в 1993 году, в Ереване.
С 2001 года- вице-президент армянского отделения Международной ассоциации киноведов и киножурналистов (ФИПРЕССИ), член жюри ряда международных кинофестивалей.
Сотрудничает с Ереванским международным кинофестивалем «Золотой абрикос» с года его основания (2004).
В 2001—2009 годах являлся членом камерного хора «Овер» (тенор), записи которого звучат в фильме Атома Эгояна «Арарат».
Занимается также переводами (с английского и шведского на армянский и наоборот). Его инициативой в 2010 году отдельной книгой был издан рассказ армянской писательницы Эльды Грин «Руки» в 35 языках мира, позже отдельной книгой вышло стихотворение англоязычного автора Ованеса Пиликяна «Морской пейзаж в день моей матери» на 20 языках (Ереван, 2012). В 2012 г. в его переводе с английского на армянский был издан труд американского историка Джорджа Бурнутяна «Краткая история армянского народа». Выступал в прессе также стихотворениями, ныне — рассказами. Автор двух романов — «Иноземец Мучик из Армении» (2017) и «Хназ из пгт Тчахтчаван» (2019), высоко оцененных критиками. Русский перевод первого романа был опубликован в журнале «Литературная Армения» (№ 1 и 2, 2019, перевод Валерия Гаспаряна) под названием «Страсти по иноземцу Мучику из Армении».

## Премии
- 2019 — Ежегодная премия Ваган Текеян в области литературы, за роман «Иноземец Мучик из Армении»[4].

## Монографии
- Армяне по происхождению, 1993 (367 стр.)
- Деятели армянского происхождения, 2002 (469 стр.)
- Наполеон Бонапарт и армяне, 2003 (151 стр.)
- Армения-Скандинавия: историко-культурные отношения, 2003 (253 стр.)
- Армяне в мировом кино, 2004 (688 стр.)
- Армения-Швеция: исторические и культурные отношения (на английском), 2006 (152 стр.)
- Сара Бернар и армяне (на армянском и французском), 2007 (100 стр.)
- Шемаханская танцовщица: жизнь и деятельность Армен Оганян, 2007 (222 стр.)
- Армяне в сканидинавских странах: Армяно-скандинавские исторические и культурные отношения, 2010 (280 стр.)
- Армянское кино — 100 (на армянском, английском и русском), 2012 (240 стр.)
- Армяне в мировом танцевальном искусстве, 2016
- Армяне в Китае: Армяно-китайские историко-культурные связи, 2017
- Армяно-японские исторические и культурные связи, 2017, 2018
- Посвятившие себя прекраснейшому искусству: беседы с деятелями танцевального искусства, 2018
- Арцви Бахчинјан, Лука Јоксимовић Барбат, Јермени и срби кроз историjу. Огледи о јерменско-српским историјско-културним везама од средњег века до данас. Превод са јерменског Ануш Балајан. Пешић и синови, Београд, 2020, 173 стр. // Արծվի Բախչինյան, Լուկա Յոկսիմովիչ Բարբաթ, Հայերը և սերբերը պատմության քառուղիներում։ Հայ-սերբական պատմամշակութային կապերի պատմությունից (միջնադարից մինչև այսօր)։ Սերբերենից թարգմանությունը՝ Անուշ Բալայանի։ «Պեշիչ և որդիներ», Բելգրադ, 2020։